# わたせせいぞう
わたせ せいぞう（本名：渡瀬 政造、1945年2月15日 - ）は、日本の漫画家、イラストレーター。福岡県北九州市出身。

## 略歴
兵庫県神戸市で生まれ、生後まもなく小倉市（現北九州市）に転出し、高校まで同地で過ごした。小倉市立堺町小学校（現北九州市立小倉中央小学校）、明治学園中学校、福岡県立小倉高等学校、早稲田大学法学部卒業。
大学卒業後は、同和火災海上保険（現あいおいニッセイ同和損害保険）の総合職として勤務。入社して3年目に作家の永井路子の講演会を聞きに行き、直接話す機会を得る。この時自作の4コマ漫画を持っていったところ、「渡瀬さん、漫画家になりたいんだ！」と言われ、漫画家になることを意識する。永井から『週刊漫画サンデー』の編集長を紹介され、園山俊二に師事する。
1974年、わたせ青三名義で投稿した読切『新漫画昆虫記』が第13回小学館ビッグコミック賞を受賞。同年7月11日号の『ビッグコミック増刊号』（小学館）に掲載され、漫画家デビュー。1983年、代表作の『ハートカクテル』を『モーニング』（講談社）誌上で連載開始。1986年にアニメ化とドラマ化もされ、1989年に連載を終了。
『ハートカクテル』連載直前に足立支社長に昇進。社内では上司に絵を描いていることを報告し、会社の広報誌などのイラストも描いて公認されていたが、「営業成績を下げたら絵は止めてもらうぞ」と上司に言われ、常に恐怖を感じていた。しかし、イラストを描いている珍しい課長ということで、若い部下が興味を持ってついてきたり、集中して効率よく仕事をするように努めていたため、全国の営業所でトップの営業成績を取ったこともあった。
1985年、40歳で企画課長の辞令が下り、仕事を一本にすることを考える。二足の草鞋を履き続ける生活に限界を感じる様になったものの妻と二人の子供を抱えていたため悩む。3人の占い師に相談したところ、全員から「会社を辞めたら、2年後には一家離散する」と言われる。しかし「絵を止めなければよかった」と後悔する自分の姿を想像したため、両親と妻の後押しもあって、16年間勤務した同社を退社した。以降、作家活動に専念することとなる。
1987年には『私立探偵フィリップ』で第33回文藝春秋漫画賞を受賞。
2010年より2018年まで神奈川大学外国語学部国際文化交流学科にて「日本文化論（表象）」特任教授。

## 作風
- わたせの作品の特徴はグラフィックデザイン風のレイアウトや色彩感覚を用いたカラー原稿は透明感に溢れ、新鮮でおしゃれな作風として「純愛」や「カラー」（カラースクリーントーンを使用）「1話あたり4ページ」「B5サイズの大判、豪華本の装丁」という基本フォーマットをほぼ全ての作品で踏襲しているところにある。それまで『モーニング』にいないタイプの漫画家だった。

- イラスト集を除くと、例外としてはエッセー+イラスト集として刊行された『〜Reasonたち』（全3巻）と、モノクロをコンセプトとして刊行された『東京エデン』（全2巻）くらいである。

- わたせの代表作であり出世作の『ハートカクテル』は松岡直也を始めとするジャズ、フュージョン系のミュージシャンとのコラボレートによる短編アニメーション化がなされ、日本テレビ系でテレビ放映された。近年ではその映像美を生かした「日本の美」を追求する作品が増えてきていて、初期作品はつげ義春の影響が見られる（BSマンガ夜話でのいしかわじゅんの指摘）。

- 『季節ぴあ』など、各種雑誌や実用書などの表紙のイラストレーション等も手がけている。『ハートカクテル』以降、カラー作品を手がけるようになったのは『おとこの詩』からの担当編集が作風にカラー処理が合うと判断したからであるらしく、わたせ本人もかなり乗り気であったことに始まる。『モーニング』ではわたせのマンガ賞も存在しており、主に講談社で活躍する。

- 「純愛」：わたせの作品で登場する男女は真剣に愛を追究する誠実な人々ばかりであり、癒し系の元祖であるともいえる。
- 「カラー」：色の変わり目に実線が引かれるリーニュクレール様式は鈴木英人や東風人、エルジェの作風に酷似していたが（少なくとも本人も意識していたと思われる）、そこで描かれる独特な登場人物ならびにグラデーション処理などの起用により、わたせ独自の世界が確立されている。

## 主な作品

### 書籍
- ハートカクテル（1983年 - 1989年、講談社『週刊モーニング』連載、全11巻、文庫版全6巻、傑作選全3巻）
  - ハートカクテル ルネサンス（2020年、小学館クリエイティブ）
  - わたせせいぞう自選集 ハートカクテル（2021年[2] - 2022年、小学館クリエイティブ、全4巻）
- おとこの詩（1985年、角川書店）
- 私立探偵フィリップ（1986年、実業之日本社）
- 僕のオールディーズはオールカラー（1985年、竹書房）
- リーズン・シリーズ（ハッピーなリーズンたち、8ビートのリーズンたち、恋するリーズンたち）（1987年 - 1989年、竹書房）
- チョーク色のピープル（1987年、角川書店）
- ふたりだけのSeason I - III（1987年、角川書店）
- イエスタデイズ（1990年、角川書店）
- 男と女のストーリィ
- KEN&JUN（1987年、竹書房）
- ハリケーン（1989年、講談社）
- 近くそして遠い雲の下（1989年、角川書店）
- TOKYO BLUE（2002年 - 2004年、ソフトバンクパブリッシング社『月刊ビジネススタンダード』連載）
- 東京エデン（1998年 - 1999年、講談社『週刊モーニング』連載、全2巻）
- 菜（さい）（1992年 - 1998年、講談社『週刊モーニング』連載、全12巻）
- 八重と次郎（2003年、講談社『週刊モーニング』連載、全2巻）
- ハナドキロード（2000年 - 2001年、講談社『週刊モーニング』連載、全4巻）
- 江戸恋もよう（2003年 - 2004年、講談社『週刊モーニング』連載、全3巻）
- HEART COCKTAIL eleven
- ボッチボン（2006年、講談社『コミックボンボン』連載）
- The Motorcycle Letters（2005年 - 2006年、実業之日本社『月刊ガルル』連載）
- Sea Side Story 7つの港 11の恋（2005年、講談社『ディズニーランド別冊with Minnie』連載）
- Heart Station（2006年、光文社）
- 北のライオン（2009年 - 2013年、講談社『モ―ニング』連載、全4巻）
- 菜〜ふたたび〜（2007年 - 2009年、講談社『モーニング』連載、全3巻）
- サンタ サンタ サンタ（2011年、竹書房）
- あの頃ボクらは若かった（2013年 - 2015年、毎日新聞社『サンデー毎日』連載）
- Dr.愛助（あいすけ）の孤独（2013年 - 2014年、講談社『モ―ニング』連載）
- telephone（2014年 - 2015年、講談社『モ―ニング』連載）
- ワンダーカクテル（2018年 - 、小学館『Men's Precious』連載）
- なつのの京（2020年 - 、小学館『ビッグコミック増刊』連載、既刊2巻）

### 映像化作品
- ハートカクテル 1 - 6
- 僕のオールディーズはオールカラー（1987年）
- チョーク色のピープル（1988年）
- TWO ON THE ROAD「いつもふたりで」（1992年）
- ハートカクテルアゲイン（2003年）
  - 映像特典として収録された作品のみ、原作コミックス版は存在せず。

### テレビ番組のイラスト
- NHK連続テレビ小説『ノンちゃんの夢』（オープニングイラスト）
- テレビ西日本『ドリーム競馬』（オープニングイラストや絵のプレゼント） - 同番組の司会を務めた佐藤征一アナとは高校の同級生で、わたせもゲスト出演の経験がある。

### その他
- 大井競馬場のイラスト各種
- ファミリーコンピュータソフト「赤川次郎の幽霊列車」 (キングレコード・1991年2月8日発売)ヴィジュアル・原画
- テレビCM 同和火災海上保険（1993年）
- 携帯サイト・アプリ「わたせせいぞう」
- ニンテンドーDSソフト ゆっくり楽しむ大人のジグソーパズルDS わたせせいぞう LOVE 海とブルー
- Guitar☆Man GPK『King Of Pops 2』（2013年8月17日）ジャケットイラスト
- 阪急神戸線ラッピング電車
- 4711ポーチュガル（柳屋本店）のイラスト・コミック（2018年）
- 東日本旅客鉄道「大人の休日倶楽部」（2020年- ）[7]

## コラボレート・アーティスト
- TUBE（ジャケット[8]、歌詞カードのイラスト）
- 濱田金吾（ハートカクテル ※映像は作られず）
- 松岡直也（ハートカクテル1 - 2）
- トニーズショウ（ハートカクテル3）
- 島健（ハートカクテル4、ハリケーン ※映像は作られず）
- 三枝成章（ハートカクテル5 - 6）
- アストラッド・ジルベルト（チョーク色のピープル）
- BEGIN（TWO ON THE ROAD「いつもふたりで」）
- TYRON Hashimoto（僕のオールディーズはオールカラー）
- Harumi Ohzora（同上）
- B-Boys（同上）
- KI☆LA（ジャケット写真）
- 大滝詠一

## 作詞
イラストの活動の他にも、アーティストへの作詞活動も行っている。
- TUBE、渚のオールスターズ「MORNING CALL FROM THE BEACH」
- 須藤薫「坂道はパール色」

## アシスタント
- 濱田高志[9]